# Thamnobryum macrocarpum
Thamnobryum macrocarpum är en bladmossart som beskrevs av Hirendra Chandra Gangulee 1976. Thamnobryum macrocarpum ingår i släktet rävsvansmossor, och familjen Neckeraceae. Inga underarter finns listade i Catalogue of Life.